# Молочай малоазійський
Молоча́й малоазі́йський, молочай алепський (Euphorbia aleppica) — вид трав'янистих рослин з родини молочайні (Euphorbiaceae), поширений на півдні Європи, заході Азії, північному заході Африки.

## Опис
Однорічна сірувато-зелена гола рослина 10–40 см завдовжки зі стрижневим коренем. Стебла зазвичай сильно розгалужені біля основи, прямостійні, жорсткі. Листки тісно скупчені: яйцювато-ромбічні листки 5–30 × 3–13 мм, щетиноподібні нижні стеблові листки розміром 5–45 × 0.2–1 мм, вузьколанцетні верхні розміром 20–50 × 1–8 мм. Квітки в неправильному зонтику. Плід — трикутно-куляста коробочка, діаметром 2.5 мм, дрібно гранульована. Насіння яйцювато-субкулясте, 1.3 мм, дрібно-горбисте, блідо-сіре.
Період цвітіння: травень — вересень.

## Поширення
Вид поширений на півдні Європи від Італії до Криму, в Алжирі й Тунісі, у Західній Азії; інтродукований на півдні Франції. Населяє сухі кам’янисті схили, серпантинові пагорби, степ, береги потоків, поля та узбіччя доріг.
В Україні цей вид був зібраний в XIX ст. у Криму під Севастополем. Пізніше його не знаходили.